# Аллош
Алло (фр. Allauch) — город и коммуна на юго-востоке Франции в регионе Прованс — Альпы — Лазурный Берег, департамент Буш-дю-Рон, округ Марсель, кантон Алло.

## Географическое положение
Расположен 660 км к югу от Парижа и 11 км северо-восточнее от Марселя.
Численность населения по состоянию на 2009 год — 18 646 человек (2009).
Площадь коммуны — 50,24 км², население — 20 690 человек (2012), плотность населения — 411,8 чел/км².

## Соседние города
| Ближайшие города   | Ближайшие города     | Ближайшие города      |
| ------------------ | -------------------- | --------------------- |
|                    | Север: Кадоль и Миме | Северо-восток: Пейпен |
| Запад: План-де-Кюк |                      | Восток: Роквер        |
| Юго-запад: Марсель |                      | Юго-восток: Обань     |

## Галерея

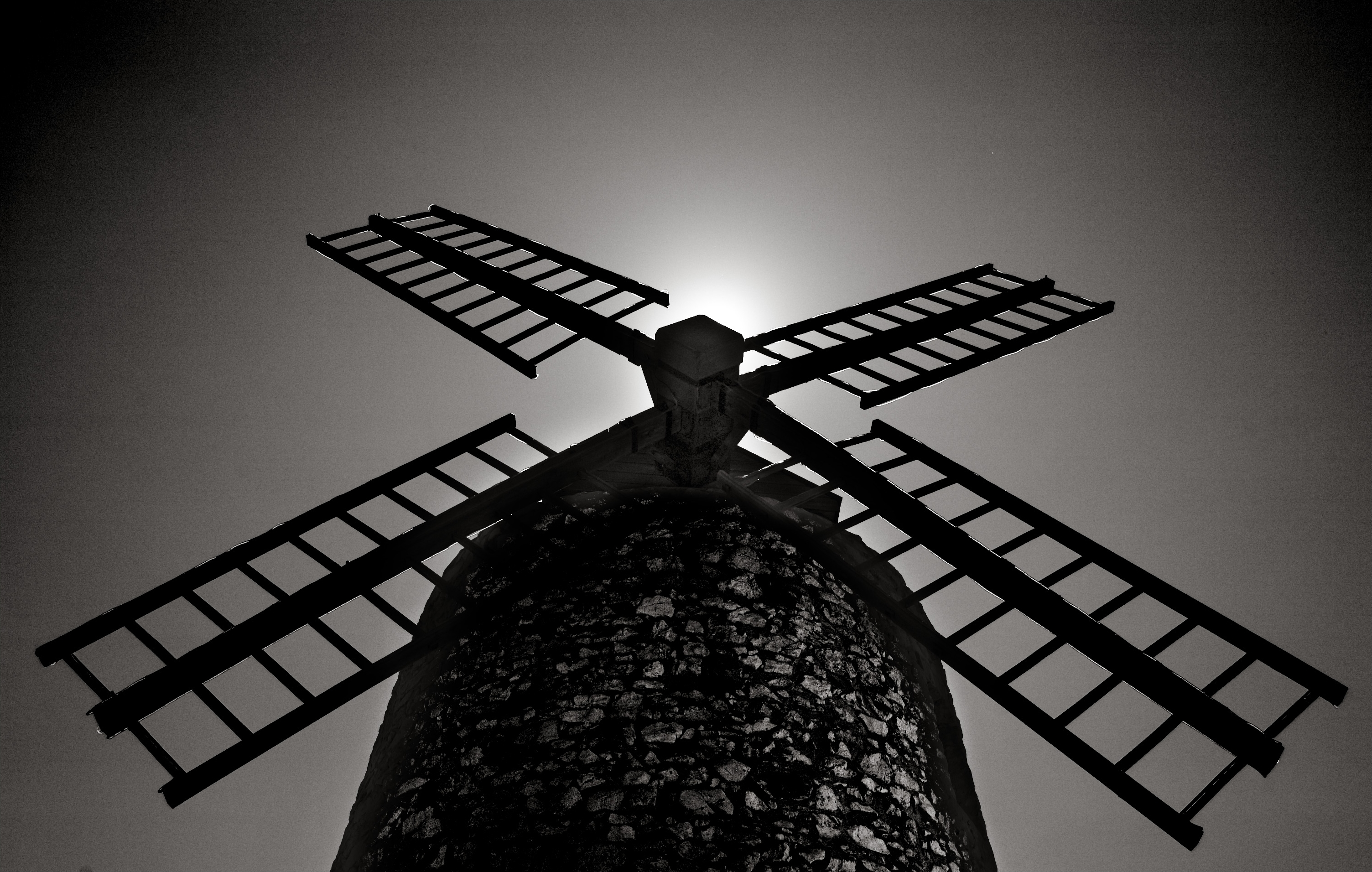
Мельница